# Sinularia yamazatoi
Sinularia yamazatoi is een zachte koraalsoort uit de familie Alcyoniidae. De koraalsoort komt uit het geslacht Sinularia. Sinularia yamazatoi werd in 1995 voor het eerst wetenschappelijk beschreven door Benayahu. 